# Ligne principale Sekihoku
La ligne principale Sekihoku (石北本線, Sekihoku-honsen) est une ligne ferroviaire de la compagnie JR Hokkaido située sur l'île de Hokkaidō au Japon. Elle relie la gare de Shin-Asahikawa à Asahikawa à la gare d'Abashiri à Abashiri.

## Histoire
En 2016, une gare de cette ligne a été médiatisée par la chaîne de télévision chinoise CCTV dans une publication Facebook. Celle-ci relate que la gare de Kami-Shirataki est restée ouverte uniquement pour une seule lycéenne jusqu'à tant qu'elle obtienne son diplôme. De nombreux médias ont démenti cette version, la lycéenne en question prenant le train à la gare de Kyu-Shirataki (également sur la ligne Sekihoku) et la date de fermeture des gares n'ayant pas de liens avec l'obtention du diplôme de la jeune fille,.
Le 13 mars 2021, les gares de Kita-Hinode (A33), Shōgunzan (A36), Tōun (A42) et Ikuno (A52) sont fermées pour cause de faible fréquentation.

## Caractéristiques

### Ligne
- longueur : 234,0 km
- écartement des voies : 1 067 mm
- nombre de voies : 1
- électrification : non
- vitesse maximale : 95 km/h

### Services et interconnexions
La ligne est empruntée par des trains de type Local ainsi que par les trains suivants :
- Limited Express Okhotsk sur toute la ligne
- Limited Express Taisetsu sur toute la ligne
- Special Rapid Kitami entre Shin-Asahikawa et Kitami

Quelques trains continuent sur la ligne principale Senmō. À Shin-Asahikawa, tous les trains continuent jusqu'à la gare d'Asahikawa via la ligne principale Sōya.
Des trains de fret circulent entre Shin-Asahikawa et Kitami.

### Liste des gares
Les gares sont identifiées par la lettre A.
| Ligne                     | Numéro            | Gare           | Nom japonais | Distance (km) depuis Shin-Asahikawa | Correspondances                | Localisation              | Localisation                |
| ------------------------- | ----------------- | -------------- | ------------ | ----------------------------------- | ------------------------------ | ------------------------- | --------------------------- |
| Ligne principale Sōya     | A28               | Asahikawa      | 旭川         | 3,7                                 | JR Hokkaido : Hakodate, Furano | Asahikawa                 | Sous-préfecture de Kamikawa |
| Ligne principale Sōya     | A29               | Asahikawayojō  | 旭川四条     | 1,9                                 |                                | Asahikawa                 | Sous-préfecture de Kamikawa |
| Ligne principale Sōya     | A30               | Shin-Asahikawa | 新旭川       | 0                                   | JR Hokkaido : Sōya             | Asahikawa                 | Sous-préfecture de Kamikawa |
| Ligne principale Sekihoku | A30               | Shin-Asahikawa | 新旭川       | 0                                   | JR Hokkaido : Sōya             | Asahikawa                 | Sous-préfecture de Kamikawa |
| A31                       | Minami-Nagayama   | 南永山         | 2,5          |                                     |                                | Asahikawa                 | Sous-préfecture de Kamikawa |
| A32                       | Higashi-Asahikawa | 東旭川         | 5,2          |                                     |                                | Asahikawa                 | Sous-préfecture de Kamikawa |
| A34                       | Sakuraoka         | 桜岡           | 10,2         |                                     |                                | Asahikawa                 | Sous-préfecture de Kamikawa |
| A35                       | Tōma              | 当麻           | 13,9         |                                     | Tōma                           |                           | Sous-préfecture de Kamikawa |
| A37                       | Ikaushi           | 伊香牛         | 19,5         |                                     | Tōma                           |                           | Sous-préfecture de Kamikawa |
| A38                       | Aibetsu           | 愛別           | 25,9         |                                     | Aibetsu                        |                           | Sous-préfecture de Kamikawa |
| A39                       | Naka-Aibetsu      | 中愛別         | 32,0         |                                     | Aibetsu                        |                           | Sous-préfecture de Kamikawa |
| A40                       | Aizan             | 愛山           | 36,0         |                                     | Aibetsu                        |                           | Sous-préfecture de Kamikawa |
| A41                       | Antaroma          | 安足間         | 38,0         |                                     | Aibetsu                        |                           | Sous-préfecture de Kamikawa |
| A43                       | Kamikawa          | 上川           | 44,9         |                                     | Kamikawa                       |                           | Sous-préfecture de Kamikawa |
| A45                       | Shirataki         | 白滝           | 82,2         |                                     | Engaru                         | Sous-préfecture d'Okhotsk |                             |
| A48                       | Maruseppu         | 丸瀬布         | 101,9        |                                     | Engaru                         | Sous-préfecture d'Okhotsk |                             |
| A49                       | Setose            | 瀬戸瀬         | 109,7        |                                     | Engaru                         | Sous-préfecture d'Okhotsk |                             |
| A50                       | Engaru            | 遠軽           | 120,8        |                                     | Engaru                         | Sous-préfecture d'Okhotsk |                             |
| A51                       | Yasukuni (ja)     | 安国           | 128,8        |                                     | Engaru                         | Sous-préfecture d'Okhotsk |                             |
| A53                       | Ikutahara         | 生田原         | 137,7        |                                     | Engaru                         | Sous-préfecture d'Okhotsk |                             |
| A55                       | Nishi-Rubeshibe   | 西留辺蘂       | 156,2        |                                     | Kitami                         | Sous-préfecture d'Okhotsk |                             |
| A56                       | Rubeshibe         | 留辺蘂         | 158,2        |                                     | Kitami                         | Sous-préfecture d'Okhotsk |                             |
| A57                       | Ainonai           | 相内           | 169,1        |                                     | Kitami                         | Sous-préfecture d'Okhotsk |                             |
| A58                       | Higashi-Ainonai   | 東相内         | 173,7        |                                     | Kitami                         | Sous-préfecture d'Okhotsk |                             |
| A59                       | Nishi-Kitami      | 西北見         | 176,3        |                                     | Kitami                         | Sous-préfecture d'Okhotsk |                             |
| A60                       | Kitami            | 北見           | 181,0        |                                     | Kitami                         | Sous-préfecture d'Okhotsk |                             |
| A61                       | Hakuyō            | 柏陽           | 183,7        |                                     | Kitami                         | Sous-préfecture d'Okhotsk |                             |
| A62                       | Itoshino          | 愛し野         | 185,9        |                                     | Kitami                         | Sous-préfecture d'Okhotsk |                             |
| A63                       | Tanno             | 端野           | 187,3        |                                     | Kitami                         | Sous-préfecture d'Okhotsk |                             |
| A64                       | Hiushinai         | 緋牛内         | 194,6        |                                     | Kitami                         | Sous-préfecture d'Okhotsk |                             |
| A65                       | Bihoro            | 美幌           | 206,1        |                                     | Bihoro                         | Sous-préfecture d'Okhotsk |                             |
| A66                       | Nishi-Memambetsu  | 西女満別       | 213,1        |                                     | Ōzora                          | Sous-préfecture d'Okhotsk |                             |
| A67                       | Memambetsu        | 女満別         | 218,1        |                                     | Ōzora                          | Sous-préfecture d'Okhotsk |                             |
| A68                       | Yobito            | 呼人           | 225,9        |                                     | Abashiri                       | Sous-préfecture d'Okhotsk |                             |
| A69                       | Abashiri          | 網走           | 234,0        | JR Hokkaido : Senmō                 | Abashiri                       | Sous-préfecture d'Okhotsk |                             |

## Matériel roulant

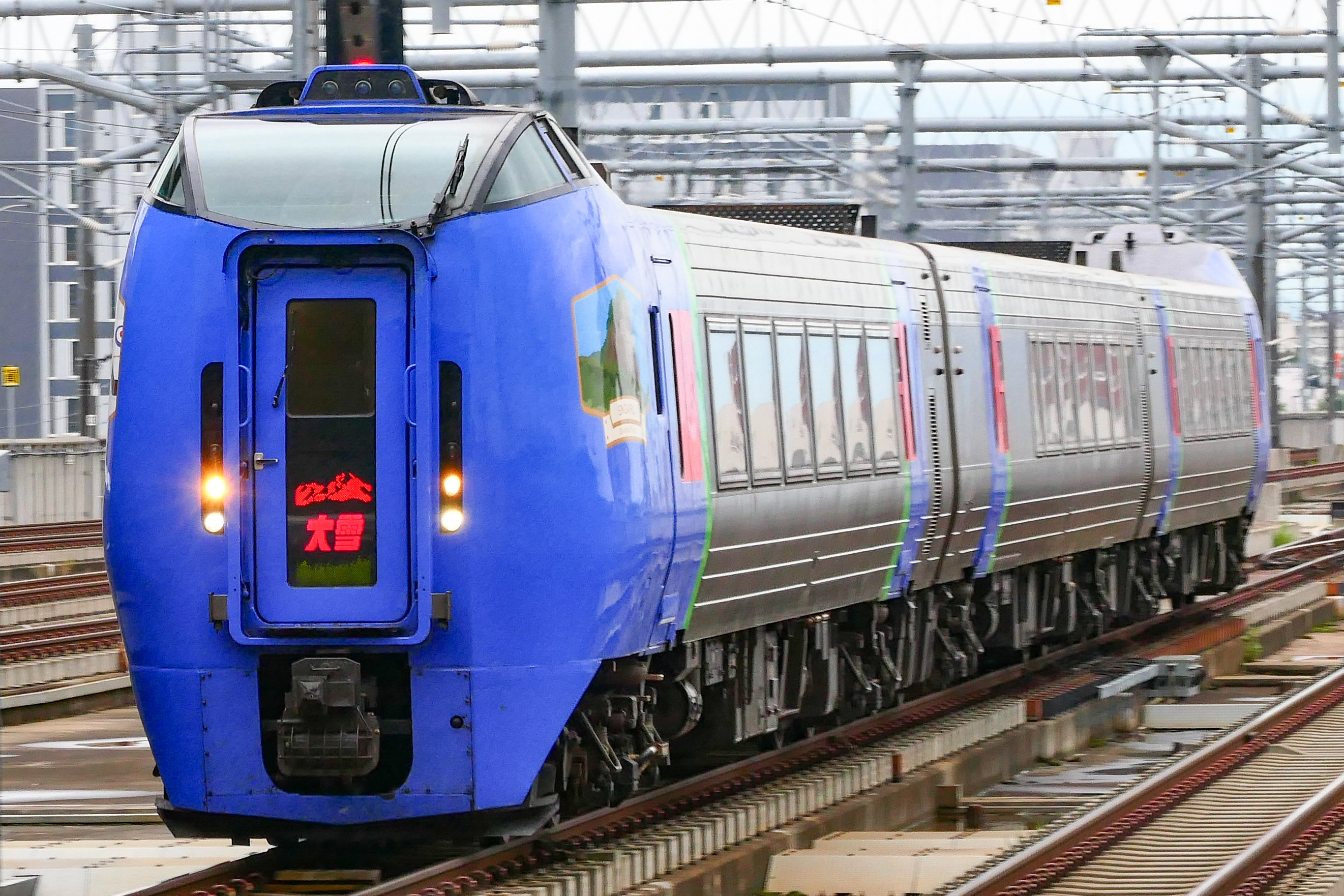
Série KiHa 283 (services Okhotsk et Taisetsu)
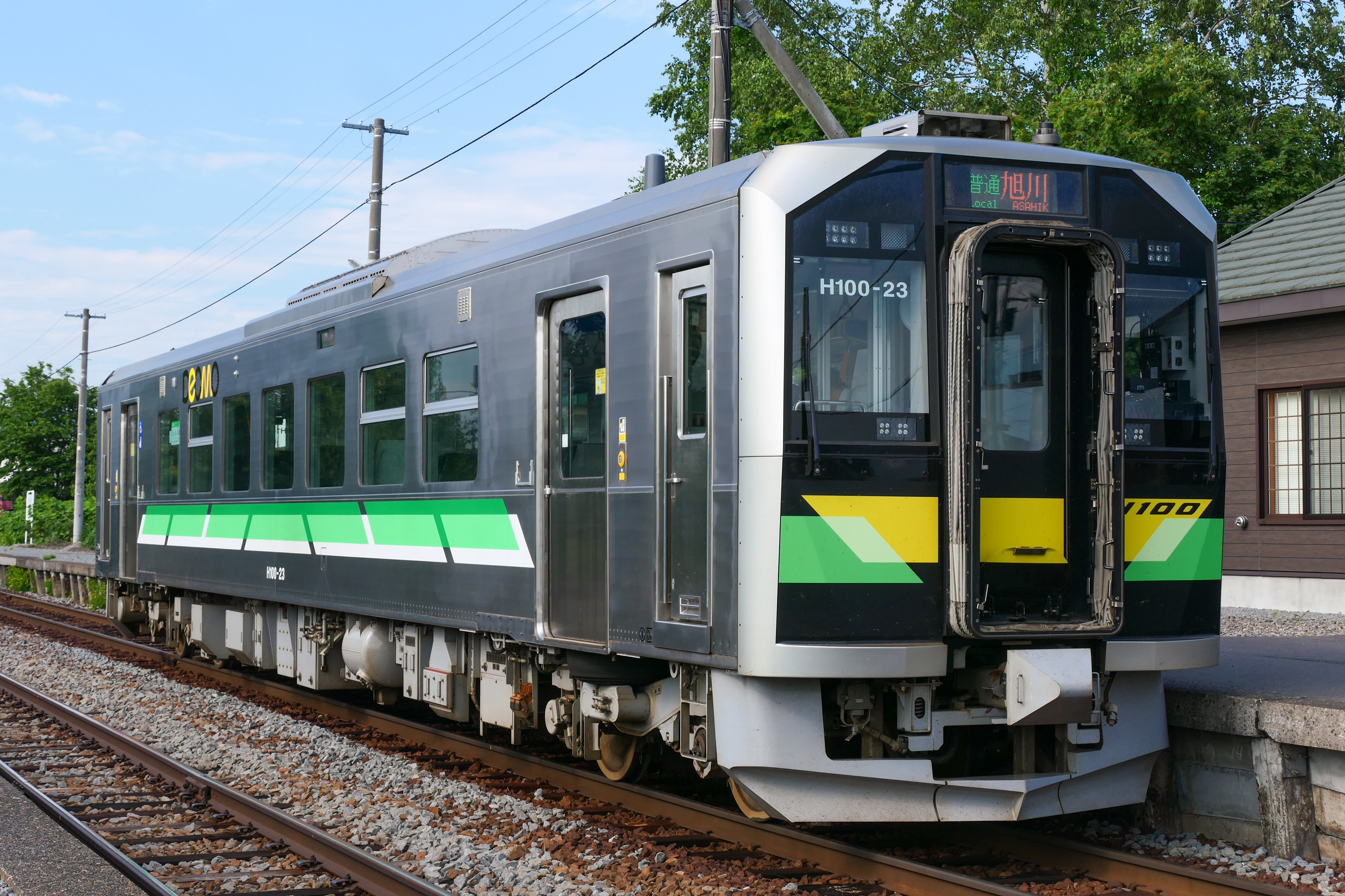
Série H100